# 利古湖
58°22′5″N 27°16′47″E / 58.36806°N 27.27972°E
利古湖，是愛沙尼亞的湖泊，位於該國東南部塔爾圖縣，處於卡利湖東南面2公里，長1.6公里、寬0.7公里，面積0.86平方公里，海拔高度30米，平均水深0.6米，最大水深1.6米。